# Poker After Dark
Poker After Dark is een televisieprogramma waarvan de Amerikaanse zender NBC op 1 januari 2007 de eerste aflevering uitzond. Hierin worden – vrijwel exclusief professionele – pokerspelers op uitnodiging aan een tafel voor zes geplaatst. Zij spelen telkens een afvaltoernooi No Limit Hold 'em tegen elkaar tot er één winnaar overblijft*. Hoewel iedere speler $20.000,- inzet en er daarvan één met de totale $ 120.000,- naar huis gaat, praten de deelnemers constant met elkaar tijdens het spelen in een – doorgaans – gemoedelijke sfeer.
*Noot: In de derde week van seizoen 4 werd er geen toernooi gespeeld waarin spelers een voor een afvielen, maar twee rondes heads-up (één tegen één).

## Uitzendformat
In uitzendingen van 42 minuten per aflevering (exclusief reclameblokken) wordt de voortgang van het spel samengevat. Ieder toernooitje (of: Sit & Go) wordt binnen een week in vijf afleveringen uitgezonden (de spelers zelf spelen ieder toernooi uit in één zit). Hierop volgt telkens een zesde aflevering waarin de week wordt samengevat en de betrokkenen commentaar geven bij de beelden. Dit wedstrijdformat wordt een aantal keer per seizoen van Poker After Dark herhaald met andere spelers, hoewel sommige spelers al wel vaker meededen. De genodigden die in Poker After Dark met elkaar aan één tafel gaan zitten, worden per toernooi gekozen op basis van een bepaald thema.

## Presentatie en commentaar
Poker After Dark werd in de eerste twee seizoenen gepresenteerd door Shana Hiatt, waarna zij in seizoen drie werd opgevolgd door Marianela Pereyra. Vanaf het begin van het vierde seizoen in juli 2008 nam Leeann Tweeden de presentatie over. Ali Nejad verzorgt sinds het eerste seizoen commentaar als onzichtbare voice-over.

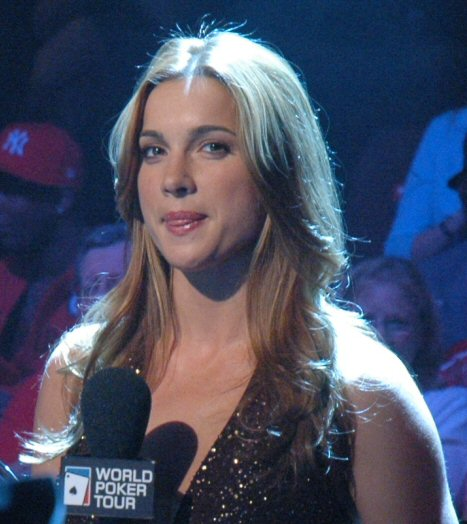
Presentatrice Shana Hiatt
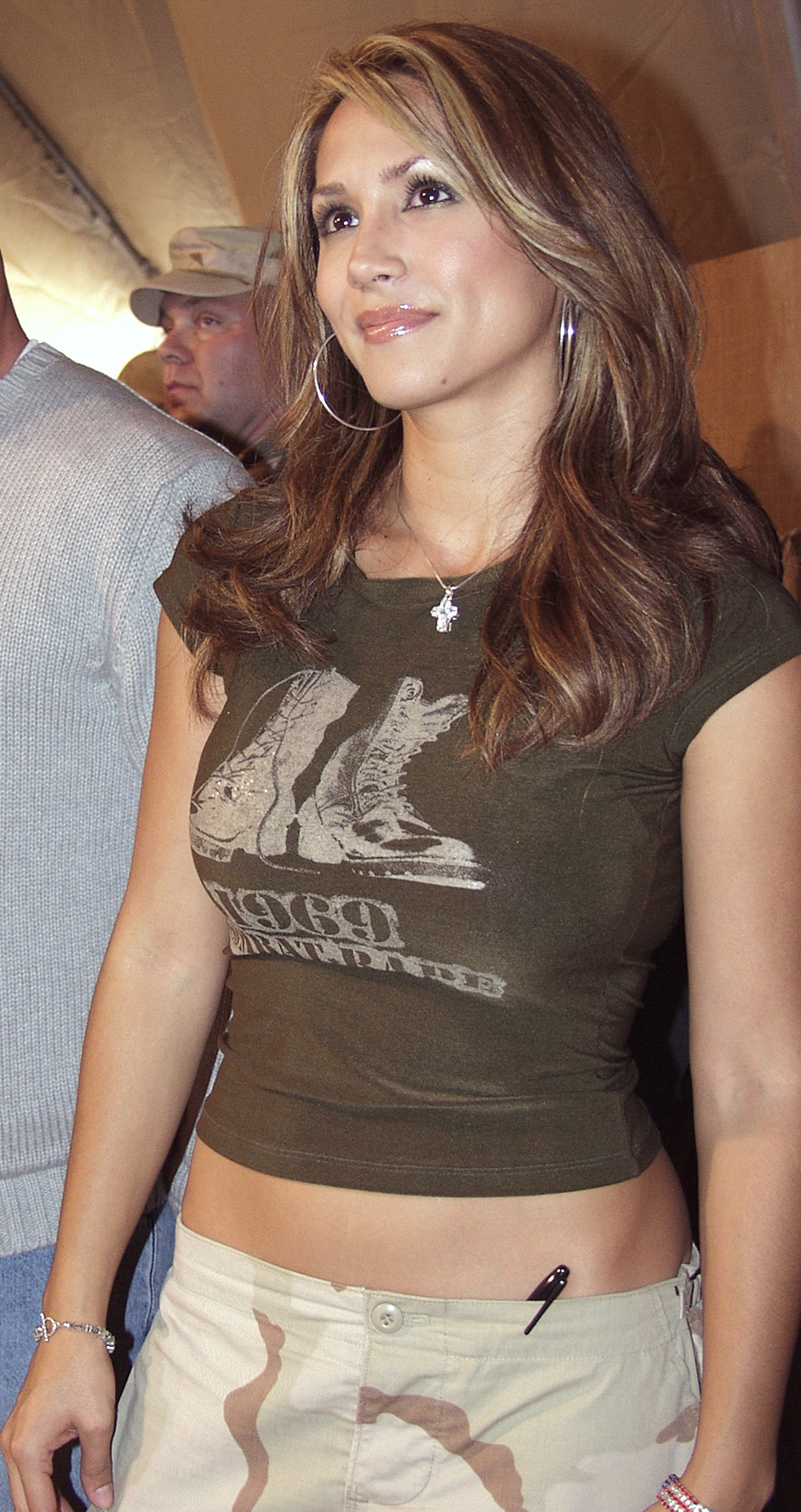
Presentatrice Leeann Tweeden
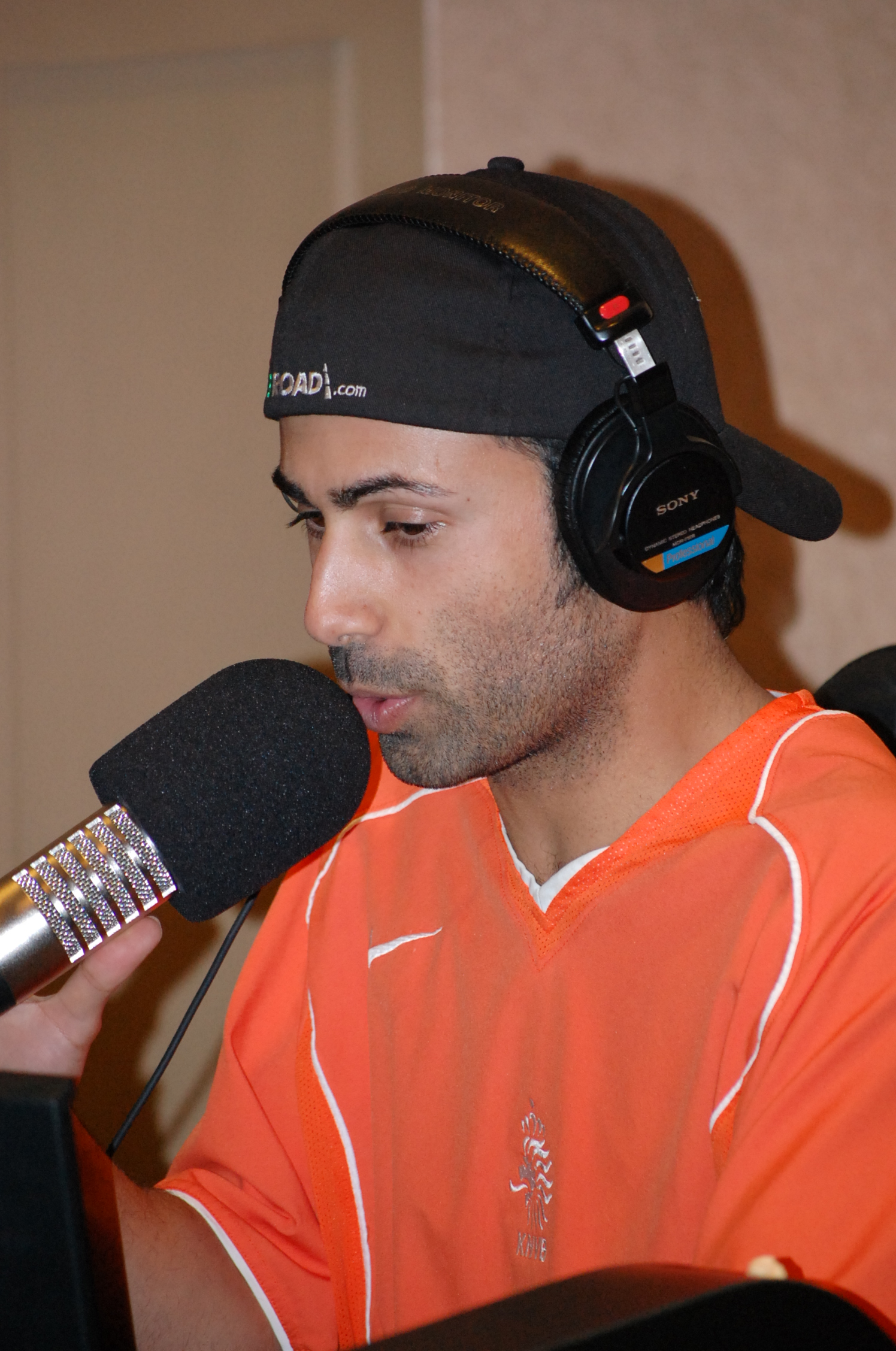
Commentator Ali Nejad

## Deelnemers en uitslagen

### Seizoen 1
- 1 januari 2007 tot en met 19 mei 2007

| Week | Thema             | 6de plaats       | 5de plaats    | 4de plaats      | 3de plaats      | 2de plaats         | Winnaar         |
| ---- | ----------------- | ---------------- | ------------- | --------------- | --------------- | ------------------ | --------------- |
| 1    | Poker Brat Attack | Phil Hellmuth    | Steve Zolotow | Shawn Sheikhan  | Annie Duke      | Huck Seed          | Gus Hansen      |
| 2    | Play Anything     | Jerry Buss       | Doyle Brunson | Gabe Kaplan     | Mike Matusow    | David Grey         | Daniel Negreanu |
| 3    | WSOP Champions    | Carlos Mortensen | Jamie Gold    | Doyle Brunson   | Chris Ferguson  | Chris Moneymaker   | Johnny Chan     |
| 4    | Earphones Please  | Sam Farha        | Phil Hellmuth | Andy Bloch      | Tony G          | Mike Matusow       | Phil Ivey       |
| 5    | Phil Phil         | Doyle Brunson    | Erik Seidel   | Phil Hellmuth   | Jennifer Harman | Antonio Esfandiari | Phil Laak       |
| 6    | Talking Heads     | Chad Brown       | Michael Konik | Mike Sexton     | Gabe Kaplan     | Phil Gordon        | Howard Lederer  |
| 7    | Against All Odds  | Sam Farha        | Ted Forrest   | Clonie Gowen    | Gus Hansen      | Tony G             | Chris Ferguson  |
| 8    | Killer Table      | Erick Lindgren   | Phil Gordon   | Jennifer Tilly  | Phil Ivey       | Patrik Antonius    | Jennifer Harman |
| 9    | Loose Lips        | Barry Greenstein | Mike Matusow  | David Benyamine | Shawn Sheikhan  | Allen Cunningham   | John Juanda     |
| 10   | Ladies' Week      | Vanessa Rousso   | Evelyn Ng     | Dee Luong       | Cyndy Violette  | Jennifer Harman    | Clonie Gowen    |

### Seizoen 2
- 11 juni 2007 tot en met 17 november 2007

| Week | Thema                | 6de plaats       | 5de plaats      | 4de plaats         | 3de plaats         | 2de plaats     | Winnaar          |
| ---- | -------------------- | ---------------- | --------------- | ------------------ | ------------------ | -------------- | ---------------- |
| 1    | Golden Men           | Greg Raymer      | Jamie Gold      | Huck Seed          | Doyle Brunson      | Johnny Chan    | Joe Hachem       |
| 2    | International        | Gus Hansen       | Daniel Negreanu | Marco Traniello    | David Benyamine    | Brad Booth     | Patrik Antonius  |
| 3    | Queens and Kings     | Ali Nejad        | Annie Duke      | Vanessa Rousso     | Howard Lederer     | Kristy Gazes   | Gabe Kaplan      |
| 4    | World Series Legends | Chris Ferguson   | Layne Flack     | Erik Seidel        | T.J. Cloutier      | Phil Hellmuth  | Doyle Brunson    |
| 5    | WPT All-Stars        | Michael Mizrachi | Erick Lindgren  | Daniel Negreanu    | Gus Hansen         | Tuan Le        | Howard Lederer   |
| 6    | Live To Hurt         | Mike Matusow     | Daniel Negreanu | Phil Hellmuth      | Antonio Esfandiari | Phil Laak      | Shawn Sheikhan   |
| 7    | Poker Prowess        | Phil Laak        | Andy Bloch      | David Williams     | Annie Duke         | John Juanda    | Clonie Gowen     |
| 8    | Mega Match           | David Benyamine  | Jennifer Harman | Barry Greenstein   | Phil Ivey          | Eli Elezra     | Allen Cunningham |
| 9    | Of Mouth and Men     | Mike Matusow     | Alan Boston     | Antonio Esfandiari | Paul Wasicka       | Jamie Gold     | Mike Sexton      |
| 10   | Signature Week       | Jennifer Harman  | Gus Hansen      | Chris Ferguson     | Phil Hellmuth      | Howard Lederer | Phil Ivey        |

### Seizoen 3 (2008)
- 31 december 2007 tot en met 24 mei 2008

| Week | Thema               | 6de plaats       | 5de plaats      | 4de plaats            | 3de plaats           | 2de plaats         | Winnaar         |
| ---- | ------------------- | ---------------- | --------------- | --------------------- | -------------------- | ------------------ | --------------- |
| 1    | Dream Table         | Mike Matusow     | Daniel Negreanu | Scotty Nguyen         | Ken Light            | Jennifer Harman    | Phil Hellmuth   |
| 2    | 19th Hole           | David Oppenheim  | Erick Lindgren  | Daniel Negreanu       | Doyle Brunson        | Phil Ivey          | Gavin Smith     |
| 3    | Hecklers            | Mike Matusow     | Sam Grizzle     | Gavin Smith           | Jean-Robert Bellande | Shawn Sheikhan     | Phil Hellmuth   |
| 4    | World Champions     | Huck Seed        | Chris Ferguson  | Berry Johnston        | Jamie Gold           | Phil Hellmuth      | Johnny Chan     |
| 5    | Cowboys             | Hoyt Corkins     | Doyle Brunson   | Chau Giang            | Chris Ferguson       | Andy Bloch         | Gabe Kaplan     |
| 6    | International       | Daniel Negreanu  | John Juanda     | Gus Hansen            | Roland de Wolfe      | Patrik Antonius    | Johnny Chan     |
| 7    | Jam Up              | Barry Greenstein | Mike Matusow    | Eli Elezra            | Howard Lederer       | Antonio Esfandiari | David Williams  |
| 8    | Gus & Ladies        | J. J. Liu        | Gus Hansen      | Erica Schoenberg      | Beth Shak            | Clonie Gowen       | Vanessa Rousso  |
| 9    | Love at First Raise | Erica Schoenberg | Phil Laak       | Jennifer Harman       | Jennifer Tilly       | Marco Traniello    | David Benyamine |
| 10   | Commentators        | Howard Lederer   | Phil Gordon     | Robert Williamson III | Chad Brown           | Ali Nejad          | Mark Gregorich  |

### Seizoen 4 (2008)
- 14 juli 2008 tot en met 19 oktober 2008
- Week 1 en 7 bestonden uit cashgames en staan daarom niet bij de resultaten.

| Week | Thema              | 6de plaats     | 5de plaats     | 4de plaats        | 3de plaats      | 2de plaats     | Winnaar        |
| ---- | ------------------ | -------------- | -------------- | ----------------- | --------------- | -------------- | -------------- |
| 2    | Nets Vs. Vets      | Andrew Robl    | Johnny Chan    | Tom Dwan          | Huck Seed       | Doyle Brunson  | Brian Townsend |
| 3    | Heads Up Challenge | Not Applicable | Not Applicable | Paul Wasicka      | Ted Forrest     | Chris Ferguson | Phil Hellmuth  |
| 4    | Mission Impossible | David Williams | Gavin Smith    | Mike Matusow      | Phil Hellmuth   | Phil Laak      | Clonie Gowen   |
| 5    | Dream II           | Mike Sexton    | Mike Matusow   | Paul Featherstone | Jennifer Harman | Phil Hellmuth  | Gavin Smith    |
| 6    | Mayfair Club       | Dan Harrington | Mike Shichtman | Steve Zolotow     | Mickey Appleman | Howard Lederer | Jay Heimowitz  |

### Seizoen 5 (2009)
- 29 december 2008 – 19 december 2009
- Week 4, 7, 8, 11, 12, 15 en 16 bestonden uit cashgames en staan daarom niet bij de resultaten.

| Week | Thema                   | 6de plaats      | 5de plaats         | 4de plaats           | 3de plaats       | 2de plaats     | Winnaar        |
| ---- | ----------------------- | --------------- | ------------------ | -------------------- | ---------------- | -------------- | -------------- |
| 1    | Close but no Cigar      | David Williams  | Dewey Tomko        | Allen Cunningham     | Lee Watkinson    | Andy Black     | Mike Matusow   |
| 2    | Speak Your Mind         | Phil Hellmuth   | Todd Brunson       | Gabe Kaplan          | David Grey       | Cory Zeidman   | Phil Gordon    |
| 3    | Brilliant Minds         | David Sklansky  | Bill Chen          | Brandon Adams        | Jimmy Warren     | Chris Ferguson | Andy Bloch     |
| 5    | Dream Table III         | Mike Matusow    | Daniel Negreanu    | Phil Laak            | Arnold Thimons   | Jennifer Tilly | Johnny Chan    |
| 6    | International III       | David Benyamine | John Phan          | Brad Booth           | Allen Cunningham | Ivan Demidov   | John Juanda    |
| 9    | Sit-n-Talk              | Mike Matusow    | Antonio Esfandiari | Jean-Robert Bellande | Jennifer Harman  | David Grey     | Vanessa Rousso |
| 10   | Celebrities and Mentors | Jason Alexander | Orel Hershiser     | Phil Gordon          | Barry Greenstein | Don Cheadle    | Gavin Smith    |
| 13   | Magnificent Six         | Howard Lederer  | Phil Ivey          | Doyle Brunson        | Daniel Negreanu  | Phil Hellmuth  | Chris Ferguson |
| 14   | USA vs. Italy           | Marco Traniello | Chris Ferguson     | Max Pescatori        | Erick Lindgren   | Dario Minieri  | Howard Lederer |

### Seizoen 6 (2010)
- 4 januari 2010 tot en met 19 december 2010
- Week 3, 4, 7, 8, 11, en 12 bestonden uit cashgames en staan daarom niet bij de resultaten.

| Week | Thema              | 6de plaats       | 5de plaats           | 4de plaats      | 3de plaats     | 2de plaats         | Winnaar        |
| ---- | ------------------ | ---------------- | -------------------- | --------------- | -------------- | ------------------ | -------------- |
| 1    | Commentators III   | Kara Scott       | Ali Nejad            | Mark Gregorich  | Howard Lederer | Joe Sebok          | Gabe Kaplan    |
| 2    | Nicknames          | Erick Lindgren   | Annette Obrestad     | Mike Matusow    | Phil Hellmuth  | Antonio Esfandiari | Phil Laak      |
| 5    | My Favorite Pro    | Chris Ferguson   | James Ashby          | Steve Bartlett  | Craig Ivey     | Phil Hellmuth      | Jens Voertmann |
| 6    | He Said, She Said  | Erica Schoenberg | Jean-Robert Bellande | David Grey      | Annie Duke     | Mike Matusow       | Karina Jett    |
| 9    | Lonesome Shark     | Erick Lindgren   | Antonio Esfandiari   | Brad Booth      | Mike Matusow   | David Williams     | James Akenhead |
| 10   | Mixed Martial Arts | Patrik Antonius  | Randy Couture        | Erick Lindgren  | Dan Henderson  | Bruce Buffer       | Howard Lederer |
| 13   | Charity In Mind    | Howard Lederer   | Chris Ferguson       | Jennifer Harman | Annie Duke     | Andy Bloch         | Phil Gordon    |